# Uri Kokia
Uri Kokia (in ebraico אורי קוקיה‎?; Ramat Gan, 14 maggio 1981) è un ex cestista e allenatore di pallacanestro israeliano.

## Carriera
Ha militato nella Nazionale israeliana, con cui ha disputato gli Europei 2011.

## Palmarès
- Coppa di Israele: 1

Hapoel Holon: 2008-09
- Coppa di Lega israeliana: 1

Hapoel Gerusalemme: 2009